# エピトレポンテス
『エピトレポンテス』（希: Έπιτρέποντες, Epitrepontes）は、古代ギリシアの作家メナンドロスによるギリシア喜劇の1つ。『調停裁判』、『辻裁判』等とも。
原題の「エピトレポンテス」は、「委ねる」を意味する動詞「エピトレペイン」の現在分詞で「委ねる者たち」の意。劇中で行われる一時的・臨時的な仲裁人を立てた仲裁にちなむ。
アテナイ富裕市民カリシオスと妻パンピレーは、結婚して半年の新婚夫婦だが、互いを知らずに婚前交渉を行い、妻はそこで孕んだ子を密かに産んで捨てたことで、険悪な夫婦仲にある。子供は羊飼いが拾い、カリシオスの炭焼き奴隷夫婦に引き取られた。妻の父スミークリネースを含め、そんな様々な面々が絡みつつ、徐々に誤解が解かれていく様が描かれる。
欠損が激しく、原本の3分の2程度しか残ってない。上演年代は分からない。

## 日本語訳
- 『ギリシア喜劇全集5』 岩波書店、2009年
- 『ギリシア喜劇全集2』 人文書院、1961年